# 贾东朔
贾东朔（1958年07月1日—），出生于辽宁鞍山，高中毕业后，到遼寧省盖县太陽升公社插隊勞動。1978年考入北京电影学院表演系，1982年毕业后分配到天津电影制片厂从事导演工作，现为国家一级导演。

## 导演作品
《没有硝烟的战场》
《求生》
《秋之歌》
《眷恋的土地》
《这里不能说谎》
《既然我来了》
《浮出水面的影子》

## 奖项
凭借电影《浮出水面的影子》获得
第44届休斯顿国际电影节（The 44 WorldFest-Houston）最佳外语片评审团特别大奖、最佳剧本金奖
第5届布法罗尼亚加拉电影节（The 5 Buffalo Niagara Film Festival）最佳影片、最佳外语片、最佳女演员
加拿大国际电影节（2011 Canada International Film Festival）优秀故事片奖
约塞米蒂国际电影节（Yosemite International Film Festival）最佳影片奖
英国伦敦万像国际华语电影节（UK China Image Film Festival）最佳影片、最佳导演、最佳女演员。

## 入围
第34届巴西圣保罗国际电影节(Sao Paulo International Film Festival)
第12届美国纽波特电影节(Newport Beach Film Festival)
2011年瑞士琉森国际电影节(Lucerne International Film Festival)
第12届美国大熊湖国际电影节(Big Bear International Film Festival)
2011年澳大利亚天鹅电影节(Swan Film Festival)
2011年美国五大湖国际电影节(Great Lakes International Film Festival)

## 展映
第14届上海国际电影节(Shanghai International Film Festival)
第1届北京国际电影节(Beijing International Film Festival)